# Bastian Schuchardt
Bastian Schuchardt (* 1957) ist ein deutscher Biologe, Wissenschaftler und zusammen mit Jörg Scholle Eigentümer der Firma Bioconsult in Bremen. Er ist Vorstandsmitglied der EUCC – Die Küsten Union Deutschland e.V.

## Leben
Bastian Schuchardt war vier Jahre wissenschaftlicher Mitarbeiter an der Universität Bremen, 1990 verfasste er seine Dissertation über das Thema Zur Bedeutung physikalischer Prozesse für die Dynamik organischer Seston-Komponenten im inneren Weser-Ästuar,  und anschließend fünf Jahre als Projektleiter in dem Landschaftsplanungsbüro „Planungsgruppe Grün“ in Bremen beschäftigt. 1996 war er Mitgründer der Umweltplanungsagentur BIOCONSULT Schuchardt & Scholle GbR.
Schuchardt arbeitet im Bereich der Umweltplanung (Gutachten, Umweltverträglichkeits- und FFH-Studien, Landschaftspflegerische Begleitpläne, Umsetzung der EU-Wasserrahmenrichtlinie) vor allem im Fluss-, Ästuar- und Küstenbereich (Offshore-Windparks, Kabel und Pipelines, Deichbau, Renaturierungsmaßnahmen, Gewässerausbau, Gewässerverschmutzung, Baggergutumlagerung, Kühlwasserentnahme). Daneben erstellte er aber auch Gutachten im terrestrischen Bereich (Straßenbau, Kläranlagen, Deponien.).
Er befasste sich mit der angewandten und problemorientierten Umweltforschung vor allem in aquatischen Ökosystemen (besonders im Ästuar- und Küstenbereich, Integriertes Küstenzonenmanagement (IKZM), Meeresstrategie-Richtlinie (MSRL), Ökosystemansatz, Klimawirkungsforschung). Seit 2006 ist er Vorstandsmitglied der „EUCC – Die Küsten Union Deutschland e.V.“ Daneben ist er Sprecher des „Bereichs Klimawirkungsforschung“ des Bundesministeriums für Bildung und Forschung.

## Veröffentlichungen (Auswahl)
- Schuchardt & J. Scholle: Estuaries. Thematic Report No. 16. In: Marencic, H. & Vlas, J. de (Eds.), 2009: Quality Status Report 2009. WaddenSea Ecosystem No. 25. Common Wadden Sea Secretariat, Trilateral Monitoring and Assessment Group, Wilhelmshaven, Germany
- Schuchardt: Anpassung ist notwendig : Deutschland im Klimawandel / Umweltbundesamt, KomPass, Kompetenzzentrum Klimafolgen und Anpassung. 2008
- Schuchardt & B Scholle: Küstenschutz im Klimawandel: Herausforderungen und Anpassungsoptionen. In: H.-B. Kleeberg (Hrsg.): Klimaänderung – Was kann die Wasserwirtschaft tun? – Forum für Hydrologie und Wasserbewirtschaftung H. 24. August 2008: 121–135.
- Bastian Schuchardt, Winfried Osthorst, Regina Birner: Interdisciplinarity in integrated environmental research in Germany : lessons from an empirical evaluation, 2007
- Schuchardt: Retrospektive Analyse größerer Planverfahren in der Küstenzone unter der Perspektive "IKZM-Tauglichkeit" = Retrospective analysis of large scale planning procedures under the perspective of their ICZM-compatibility, 2004
- Schuchardt & J. Scholle: Faunistische Untersuchungen an einer Buhne in der Außenweser (km 73,6), 1997